# Palazzo De Lerma
A Palazzo De Lerma egy bitontói nemesi palota.

## Története
A palotát a 16. században építtette Girolamo De Lerma bitontói püspök a székesegyház szomszédságában, az egykori Palazzo della Regia Corte és a San Nicola dell’Ospedale-templom helyén. A keleti oldalon egykoron a Santa Maria della Misericordia-templom határolta, ennek ma csak a főbejárata létezik. A kis templom helyén épült fel a palota tornya. 

## Leírása
A háromszintes épület homlokzata rusztikás, reneszánsz stílusban épült. Az utolsó emelet fölött húzódó párkánykoszorú erősen díszített. Eredetileg reneszánsz stílusban épült, később barokkosították. A két emelet erkélyeit szintén barokkosították későbbi átépítések során (18. század). A palota főhomlokzata a katedrálisra néz. A két épületet egy loggia köti össze, az úgynevezett áldások loggiája, ugyanis többször is innen áldotta meg híveit a város püspöke. 